# Beach Slang
Beach Slang est un groupe américain de pop punk, originaire de Philadelphie, en Pennsylvanie, actif entre 2013 et 2021. Le groupe a subi plusieurs changements de line-up, avec le chanteur/guitariste principal James Alex en tant que leader, auteur-compositeur, et seul membre original du groupe.

## Histoire
Beach Slang est formé en juin 2013. En juin 2014, ils jouent leurs premiers concerts et sortent un EP de 7 pouces intitulé Who Should Ever Want Anything So Broken? via Dead Broke Records,. Ils suivent cette sortie en octobre 2014, avec leur deuxième chanson intitulée Cheap Thrills on a Dead End Street via Tiny Engines,,.
Beach Slang débute avec plusieurs guitaristes principaux en live : Spencer Dorsey du groupe No Summer et Dan Metzker du groupe The Danger O's. En février 2015, Beach Slang sort un split avec cinq autres groupes intitulé Strength in Weakness via Lame-O Records. Peu de temps avant l'enregistrement du premier album studio du groupe, le groupe ajoute Ruben Gallego comme guitariste principal permanent. Leur premier album studio, The Things We Do to Find People Who Feel Like Us, sort le 30 octobre 2015. En avril 2016, Beach Slang se sépare apparemment sur scène lors d'un concert à Salt Lake City. James a expliqué à la foule que c'était leur dernier concert et a demandé le remboursement de leurs billets d'entrée. Ruben a claqué sa guitare par terre, et est parti de scène lors de l'incident. Un peu plus d'un mois plus tard, le batteur JP Flexner est expulsé du groupe après avoir été accusé d'avoir provoqué l'effondrement de James sur scène à Salt Lake City. Enregistré avec Flexner avant son départ, le groupe sort son deuxième album studio, A Loud Bash of Teenage Feelings, en septembre 2016.
En octobre 2016, le groupe se sépare du guitariste Ruben Gallego. En décembre, le groupe remplace officiellement Flexner et Gallego par deux nouveaux membres : l'ancienne guitariste de Mean Creek Aurore Ounjian et l'ancien batteur des Afghan Whigs et Cursive Cully Symington.
Le 14 octobre 2019, le groupe annonce son troisième album studio, The Deadbeat Bang of Heartbreak City. Son premier single, Bam Rang Rang, sort le même jour. L'album sort le 10 janvier 2020. Le 5 janvier 2021, James Alex est accusé de violence psychologique par l'ancien manager et directeur de tournée du groupe, Charlie Lowe. Les pages des réseaux sociaux du groupe sont mises hors ligne le lendemain. Le 12 janvier 2021, une déclaration est publiée sur le compte Instagram du groupe, affirmant que le comportement de James Alex était le résultat de « graves problèmes de santé mentale » et que le groupe s'était séparé. Il indique également qu'il est actuellement « dans un établissement pour patients hospitalisés après avoir tenté de se suicider. »

## Quiet Slang
Alex lance son projet parallèle Quiet Slang comme un moyen de réinterpréter certains morceaux de Beach Slang et de créer une nouvelle musique d'un style différent. En octobre 2017, Alex sort l'EP We Were Babies and We Were Dirtbags, qui contient 4 reprises acoustiques de chansons déjà publiées. Un album studio de Quiet Slang, Everything Matters But No One Is Listening, sort en mai 2018, et Alex fait une tournée de soutien.

## Discographie

### Albums studio
- 2015 : The Things We Do to Find People Who Feel Like Us
- 2016 : A Loud Bash of Teenage Feelings
- 2018 : Everything Matters But No One Is Listening
- 2020 : The Deadbeat Bang of Heartbreak City

### EP
- 2014 : Who Would Ever Want Anything So Broken?
- 2014 : Cheap Thrills on a Dead End Street
- 2016 : Here I Made this For You: Volume 1
- 2017 : Here I Made this For You: Volume 2
- 2017 :  We Were Babies and We Were Dirtbags

### Compilations
- 2015 : Broken Thrills (compilation des EP de 2014)

### Apparitions
- 2015 : Strength in Weakness avec Too Late to Die Young
- 2016 : About a Girl (reprise de Doused in Mud, Soaked in Bleach de Nirvana)